# Fereydoon Batmanghelidj
Fereydoon Batmanghelidj (Teerã, 1931 — Virgínia, 15 de novembro de 2004) foi um naturopata iraniano. Se tornou muito conhecido por ter escrito o livro Your Body's Many Cries for Water (Os muitos gritos do seu corpo por água), dentre outros livros.